# Istospolni brak
Istospolni brak, zvan i gay brak, brak je između dviju osoba istog spola, bilo kao civilna ili religijska svečanost.
██  istospolni brak (prstenje: pojedinačni slučajevi)
██  zakonodavstvo ili obvezujuće domaće sudsko rješenje o sklapanju istospolnih brakova
██  istospolni brak priznat s punim pravima kada se obavlja u nekim drugim jurisdikcijama
██  druga vrsta partnerstva
██  ograničeno pravno priznanje
██  ograničeno priznavanje braka koje se obavlja u nekim drugim jurisdikcijama (pravo prebivališta supružnika)
██  zemlja podložna međunarodnoj sudskoj odluci o priznavanju istospolnih brakova
██  nepriznato ili nepoznato
Do prosinca 2022. godine 34 od ukupno 194 država u svijetu omogućilo je istospolnim parovima sklapanje brakova.
Odnos braka i istospolnosti, preciznije pitanje definicije braka koja uključuje zajednice istospolnih parova predmet je prijepora u mnogim državama svijeta. Istospolni brak kao zasebna pravna kategorija u Hrvatskoj ne postoji. Ako su veze istospolnih parova institucionalizirane u državama koje definiraju brak kao zajednicu dvoje osoba različitog spola, za njih se koristi drugi naziv, ciljevi njihovog uspostavljanja su više ili manje različiti od ciljeva koje dotična država očekuje od braka pa su prema tome uokvireni drugačijim zakonskim rješenjem od braka.[nedostaje izvor]
Zagovaranje definicije braka koja uključuje istospolne parove obično se naziva "bračnom ravnopravnošću", dok protivnici bračne ravnopravnosti to nazivaju "društvenim inženjeringom sa štetnim posljedicama", kao i "redefiniranjem braka". Argumenti "za" i "protiv" mogu se sažeti u nekoliko glavnih kategorija: argumenti iz državnog interesa, iz tradicije, iz brige za dobrobit djece i iz prijetnje heteroseksualnom braku.
Brak nije predmet temeljnog ljudskog prava, prema Europskom sudu za ljudska prava u Strasbourgu. Braku je posvećen članak 16. Opće deklaracije o pravima čovjeka Ujedinjenih naroda.
Znanstvena istraživanja pokazala su da istospolni brak povoljno utječe na financijsku, psihološku i fizičku dobrobit homoseksualnih osoba, te na djecu istospolnih parova koja odrastaju uz roditelje u pravno priznatoj bračnoj zajednici istospolnih parova.

## Povijest
Kroz povijest su postojali razni tipovi istospolnih zajednica, od neformalnih veza koje nisu bile službeno odobrene do izrazito ritualiziranih.
U južnoj kineskoj provinciji Fujian, u vrijeme dinastije Ming, žene bi se u razrađenim ceremonijama ugovorom vezivale za mlađe djevojke. I muškarci su ulazili u slične odnose. Nešto slično susrećemo i u drevnoj europskoj povijesti.
Primjer egalitarnog muškog domaćeg partnerstva iz vremena rane dinastije Zhou u Kini zabilježen je u priči o Pan Zhangu i Wang Zhongxianu. Iz priče bi se dalo iščitati da je njihov odnos odobravala šira zajednica, no on nije uključivao (religioznu) ceremoniju kojom bi par bio vezan.
Prvi povijesni spomen sklapanja istospolnih brakova nalazimo u ranom Rimskom Carstvu. Primjerice, car Neron se navodno ceremonijalno vjenčao s jednim od svojih muških robova. Car Elagabal se vjenčao s karijskim robom koji se zvao Hijeroklo. Međutim, važno je napomenuti da je conubium (dopuštenje za brak) postojalo isključivo za brakove između rimskog građanina i rimske građanke, tako da takozvani brak dvaju Rimljana muškaraca (ili brak s robom) u rimskom pravu nije bio moguć (osim, očigledno, kada se radilo o carskim prohtjevima iz dva prethodno navedena slučaja). Nadalje, "matrimonium je institucija koja pretpostavlja majku (lat. mater). Ideja implicitna u riječi matrimonium je to da muškarac uzima ženu u brak, in matrimonium ducere, kako bi pomoću nje imao djecu." Među modernim povjesničarima vlada konsenzus da su istospolni odnosi postojali u starom Rimu, ali bez pravne valjanosti. Nije potpuno jasna egzaktna učestalost i narav "istospolnih zajednica" iz tog razdoblja. 342. n.e. kršćanski carevi Konstancije II. i Konstans I. izdali su zakon u Teodozijevom zakoniku (C. Th. 9.7.3) kojim se zabranjuje homoseksualnost u Rimu i naređuje smaknuće tako vjenčanih.
Istospolno vjenčanje dvaju muškaraca, Pedra Díaza i Muña Vandilaza u galicijskoj općini Rairiz de Veiga u Španjolskoj zbilo se 16. travnja 1061. Vjenčao ih je svećenik u jednoj kapelici. Povijesni dokumenti o tom crkvenom vjenčanju pronađeni su u samostanu San Salvador de Celanova.
Nizozemska je 2001. postala prva država na svijetu koja je uvela istospolne brakove. Također su uvedeni i međusobno priznati u: Belgiji (2003.), Španjolskoj (2005.), Kanadi (2005.), Južnoafričkoj Republici (2006.), Norveškoj (2009.), Švedskoj (2009.), Portugalu (2010.), Islandu (2010.), Argentini (2010.), Danskoj (2012.), Francuskoj (2013.) i drugima. U Meksiku je istospolni brak priznat u svim saveznim državama (njih 31), ali se može sklopiti samo u Gradu Meksiku i saveznoj državi Quintani Roo. Godine 2010. dvjesto pedeset milijuna ljudi u svijetu (ili 4% ukupnog svjetskog stanovništva) živi na područjima u kojima su priznati istospolni brakovi.

## Trenutačno stanje
Do 22. prosinca 2022. godine, Argentina, Australija, Austrija, Belgija, Brazil, Čile, Danska, Ekvador, Finska, Francuska, Island, Irska, Južnoafrička Republika, Kanada, Kolumbija, Kostarika, Kuba, Luksemburg, Malta, Meksiko, Nizozemska, Norveška, Novi Zeland, Njemačka, Portugal, SAD, Slovenija, Španjolska, Švedska, Švicarska, Tajvan, Ujedinjeno Kraljevstvo i Urugvaj su ozakonili istospolne brakove. Neke države, savezne države i druga upravna područja koja ne dopuštaju sklapanje braka istospolnim parovima na svom području, priznaju istospolne brakove sklopljene negdje drugdje. To su Izrael, nizozemski posjedi u Karibima (Aruba, Curaçao i Sint Maarten) i meksičke savezne države koje nisu ozakonile istospolne brakove. Uvođenje istospolnih brakova trenutačno je u zakonodavnom postupku desetak drugih država, a primjena slijedi ovisno o području: u nekim nadležništvima do nje se dolazi izmjenom postojećih bračnih zakona, u drugima preko sudskih tužbi, a u trećima kombinacijom ovih dvaju pristupa. U nekim državama su uvođenjem istospolnih brakova zamijenjeni dotadašnji sustavi građanskih zajednica i registriranih partnerstava.
U nekim je državama institucija braka Ustavom propisana kao isključive zajednice muškarca i žene. Od država u Europi, to su Bjelorusija, Bugarska, Hrvatska, Latvija, Litva, Mađarska, Moldavija, Crna Gora, Poljska, Slovačka, Srbija i Ukrajina.

### Hrvatska
Do 2014. godine, u Hrvatskoj je istospolnim parovima bila omogućena neregistrirana kohabitacija. Istospolnom braku u Hrvatskoj se usprotivila građanska inicijativa U ime obitelji, koja je 2013. pokrenula prikupljanje potpisa za raspisivanje referenduma na kojem bi se građani RH izjasnili jesu li za to da se u Ustav unese odredba po kojoj je brak zajednica jednog muškarca i jedne žene. Argument građanske inicijative je navod da istospolni parovi mogu ostvarivati svoja prava po drugim zakonima. Na tu je tvrdnju demantijem reagirala profesorica Pravnog fakulteta u Rijeci, dr. sc. Sanja Barić, koja u svojem reagiranju navodi da istospolni parovi u Hrvatskoj ostvaruju tek dva prava od njih više desetaka koje proizlaze iz bračnog statusa Donošenjem Zakona o životnom partnerstvu 15. srpnja 2014. godine istospolnim parovima je omogućeno sklapanje životnog partnerstva. Osobe u životnom partnerstvu imaju ista zakonska prava kao i osobe u braku, osim mogućnosti posvajanja djece. Od 2022. godine omogućeno je posvajanje djece.

#### Argentina
Argentinski Senat je 15. srpnja 2010. potvrdio zakon kojim se pravo na sklapanje braka proširilo na istospolne brakove. Zakon je podržala vlada predsjednice Cristine Fernández de Kirchner, a protivila mu se Katolička crkva. Neke ankete su tvrdile da skoro 70% Argentinaca podupire davanje jednakih bračnih prava homoseksualnim osobama.

#### Belgija
Belgija je postala druga država na svijetu koja je uvela istospolne brakove. Zakon je stupio na snagu 1. lipnja 2003., nakon što je prošao u belgijskom saveznom parlamentu. Belgija je prvotno dopuštala sklapanje istospolnog braka strancima samo pod uvjetom da njihova država podrijetla također dopušta sklapanje istospolnog braka. Međutim, zakoni koji su stupili na snagu u listopadu 2004. dopuštaju svakom paru da sklopi brak ako je barem jedan od supružnika u zemlji živio najmanje tri mjeseca. Zakonom iz 2006. istospolnim supružnicima je dopušteno posvajanje djece.

#### Brazil
██ Istospolni brak
██ Druga vrsta partnerstva
██ Nepriznato ili nepoznato
██ Nije priznato, istospolni brak ustavno zabranjen
██ De jure kažnjivo, de facto se ne praksira
Brazilski Vrhovni sud odlučio je u svibnju 2011. da istospolni parovi mogu sklapati građanske zajednice. Istospolni parovi su svoje građanske zajednice preinačili u brakove u nekoliko brazilskih saveznih država uz odobrenje sudca iz dotične savezne države. Ako je odobren, takav brak biva priznat na čitavom državnom teritoriju. Dana 14. svibnja 2013. Nacionalno vijeće pravde je, uz 14 glasa za i jedan protiv, odredilo da svi matični uredi moraju dopuštati sklapanje istospolnih brakova, čime su istospolni brakovi ozakonjeni na nacionalnoj razini.

#### Danska
Danski parlament je 7. lipnja 2012. izglasao zakon sa spolno neutralnom definicijom braka s 85 glasova za i 24 protiv, čime je u toj državi sklapanje braka omogućeno i homoseksualnim parovima. Zakon je na snagu stupio 15. lipnja 2012. Istospolni parovi koji su prije donošenja zakona bili u građanskom partnerstvu automatski su dobili status bračnih drugova.

#### Finska
Registrirano partnerstvo je bilo legalno u Finskoj od 2002. godine. Nakon što je predložak zakona koji bi legalizirao istospolni brak prošao kroz dva glasanja, a ozakonio ga je predsjednik 20. veljače 2015. godine. Taj novi zakon stupa na snagu 1. ožujka 2017. godine.

#### Francuska
U skladu s ciljem na koji se François Hollande obvezao tijekom svoje izborne kampanje 2012., francuska je vlada u studenom 2012. uputila u proceduru prijedlog zakona kojim se brak omogućava istospolnim parovima. Uslijedile su široke konzultacije u okviru kojih je francuski Parlament saslušao više desetaka psihologa, sociologa, pravnika, obiteljskih udruga, LGBT udruga, vjerskih predstavnika i drugih. Tekst zakona prozvanog „zakon o braku za sve“ francuska Nacionalna skupština konačno je usvojila 23. travnja 2013. Nakon što ga je odobrilo Ustavno vijeće, zakon je donesen 18. svibnja 2013.

#### Island
Istospolni brakovi su u Islandu uvedeni donošenjem zakona sa spolno neutralnom definicijom braka od strane koalicije Socijaldemokratskog saveza i Lijevo-zelenog pokreta. Zakon je jednoglasno usvojen u Althingu 11. lipnja 2010., a na snagu je stupio 27. lipnja 2010., zamijenivši raniji sustav registriranih partnerstava za istospolne parove. Premijerka Jóhanna Sigurðardóttir i njezina partnerica bile su među prvim istospolnim parovima koji su se vjenčali u toj zemlji.

#### Izrael
Izraelski Visoki sud pravde je donio presudu po kojoj se imaju priznati istospolni brakovi sklopljeni u drugim državama, premda Izrael ne postoji mogućnost sklapanja braka među osobama istog spola.

#### Južnoafrička Republika
Zakonsko uvođenje istospolnih brakova u Južnoafričkoj Republici je posljedica odluke ustavnog suda te države u slučaju Minister of Home Affairs v Fourie. Sud je 1. prosinca 2005. presudio kako postojeći bračni zakoni krše odredbu o jednakosti pred zakonom Povelje o pravima (2. poglavlje južnoafričkog ustava) diskriminirajući temeljem seksualnog usmjerenja. Sud je parlamentu dao rok od godinu dana da preinači dotične zakone. Narodna skupština je 14. studenoga 2006. donijela Civil Union Act ("Zakon o građanskoj zajednici") s 230 glasova za i 41 glasom protiv, te je taj zakon stupio na snagu 30. studenoga 2006. Južnoafrička Republika je šesta država, prva u Africi i druga izvan Europe, koja je uvela istospolne brakove.

#### Kanada
██ istospolni brakovi su legalni
██ priznati su samo strani istospolni brakovi
██ druga vrsta partnerstva
██ nisu priznate, pitanje se razmatra
██ nisu priznate, službeno su zabranjeni samo istospolni brakovi
██ nisu priznate, zabranjeni brakovi i građanske zajednice (civilne unije)
Kanada je prva država izvan Europe koja je uvela istospolne brakove. Zakon kojim je usvojena spolno neutralna definicija braka stupio je na snagu 20. srpnja 2005. Međutim, i prije donošenja ovog zakona istospolni brakovi su, zahvaljući sudskim presudama, bili legalni u osam od deset provincija i u jednom od tri kanadska teritorija, odnosno na prostoru gdje živi oko 90% stanovništva zemlje. Prije donošenja zakona na saveznom nivou u Kanadi je već bilo sklopljeno oko tri tisuće istospolnih brakova.
Prije rasprave i glasovanja u parlamentu, vlada je prijedlog zakona uputila kanadskom Vrhovnom sudu na razmatranje. Sud se odbio izjasniti o tome zahtijevaju li kanadske ustavne odredbe legalizaciju istospolnih brakova, ali je zaključio da vlada ima ovlast mijenjati definiciju braka u toj državi.
Nakon izbora održanih 2006. godine većinu mjesta u parlamentu osvojila je Konzervativna stranka, koja je formirala i vladu. Držeći se svog obećanja iz predizborne kampanje, nova većina je organizirala izjašnjavanje o vraćanju stare definicije braka, čime bi brak ponovno bio definiran kao zajednica muškarca i žene. Međutim, ova inicijativa nije provedena u parlamentu jer su mnogi članovi Konzervativne stranke bili protiv ponovnog otvaranja ovog pitanja. Nakon toga, više nije bilo sličnih političkih inicijativa na državnoj razini.

#### Meksiko
Zakonodavna skupština Saveznog distrikta uvela je istospolne brakove i usvajanje djece od istospolnih parova 21. prosinca 2009. Zakon je stupio na snagu početkom ožujka 2010. 10. kolovoza 2010. Meksički Vrhovni sud je presudio da, premda ne moraju dopustiti sklapanje istospolnih brakova, sve savezne države moraju priznati istospolne brakove koji su sklopljeni tamo gdje je njihovo sklapanje legalno.
Prva dva istospolna braka u državi Quintani Roo sklopljena su 28. studenoga 2011. nakon što je otkriveno da Građanski zakonik te države ne definira precizno brak kao zajednicu muškarca i žene odnosno ne onemogućuje eksplicitno sklapanje istospolnog braka, no te je brakove u travnju 2012. poništio guverner savezne države. U svibnju 2012. državni tajnik savezne države Quintana Roo je dokinuo guvernerovo poništenje i tako omogućio da daljnje sklapanje istospolnih brakova u toj državi.
Predsjednik Meksika Enrique Peña Nieto dana je 17. svibnja 2016. godine potpisao inicijativu izmjene ustava države kojom bi se legalizirali istospolni brakovi nakon odobrenja kongresa.

#### Nizozemska
Nizozemska je bila prva država na svijetu koja je uvela istospolne brakove, vodeći se preporukom posebnog povjerenstva koje je postavljeno 1995. kako bi proučilo to pitanje. Zakon o legalizaciji istospolnih brakova usvojen je u parlamentarnoj proceduri 2000. godine, a stupio je na snagu 1. travnja 2001.

#### Norveška
U Norveškoj su istospolni brakovi uvedeni 1. siječnja 2009. stupanjem na snagu spolno neutralnog bračnog zakona, koji je usvojen u norveškom parlamentu u lipnju 2008. Norveška je postala prva skandinavska zemlja koja je uvela istospolne brakove.

#### Njemačka
Njemačka je ozakonila istospolne brakove 30. lipnja 2017. godine nakon što je provedeno glasovanje u saveznom parlamentu, Bundestagu. Za "brak za sve" glasalo je 393 zastupnika, dok je 262 njih bilo protiv i 4 suzdržana. Glasovanje je održano pet dana nakon što je kancelarka Angela Merkel dopustila zastupnicima demokršćanske Unije CDU/CSU da glasaju po vlastitoj savjesti, bez obaveze glasovanja prema stavu svoje stranke.

#### Portugal
Portugalski parlament je 8. siječnja 2010. s 126 glasova za, 97 glasova protiv i 7 suzdržanih odobrio istospolne brakove. Portugalski predsjednik je zakon proglasio 8. travnja, a istospolni brak je legalan od 5. lipnja 2010. Tako je Portugal postao osma država na svijetu koja je uvela istospolne brakove na cijelom svom ozemlju. U prosincu 2015. godine Parlament Portugala odobrio je zakon kojim se istospolnim parovima dopušta posvajanje djece.

#### Sjedinjene Američke Države
██ istospolni brakovi legalni1
██ legalne zajednice koje daju prava slična pravima bračnih drugova1
██ zakonom dana ograničena/pobrojena prava1
██ priznaju se istospolni brakovi sklopljeni drugdje1
██ ne postoji ni specifična zabrana ni priznanje istospolnih brakova ili zajednica
██ statutom zabranjeni istospolni brakovi
██ ustavom zabranjeni istospolni brakovi2
██ ustavom zabranjeni istospolni brakovi i neke ili sve ostale vrste istospolnih zajednica
U Sjedinjenim Američkim Državama, do lipnja 2015. godine istospolni brakovi nisu bili priznati na saveznoj razini. Do onda su parovi vjenčani u saveznim državama koje su dopuštale istospolne brakove imali jednaka prava na federalnoj razini kao i heteroseksualni bračni parovi. Zakoni kojima se uvode istospolni brakovi također su doneseni u saveznim državama Washington,Maryland i Maine, ali još uvijek nisu stupili na snagu. Savezne države New Jersey i Rhode Island ne dopuštaju sklapanje braka istospolnim parovima u svojoj nadležnosti, ali priznaju istospolne brakove sklopljene u drugim nadležništvima, što u nekim slučajevima čini i Kalifornija, osobito kad se radi o brakovima sklopljenima tijekom razdoblja u kojem je ta država nakratko bila uvela istospolne brakove, 2008. godine. Nadalje, nekoliko saveznih država omogućuje sklapanje građanskih zajednica ili domaćeg partnerstva, podjeljujući sva ili dio prava i obaveza braka na razini savezne države. U 31 saveznoj državi brak je ustavima precizno definiran kao zajednica jedne žene i jednog muškarca, što onemogućuje sklapanje braka parovima istog spola.
Kongres je 1996. donio zakon DOMA (Defense of Marriage Act, "Zakon za obranu braka") kojim je brak definiran isključivo kao zajednica muškarca i žene kada se radi o svim saveznim svrhama. Tim se zakonom također omogućuje saveznim državama da ne priznaju brakove sklopljene u drugim saveznim državama, ako ne zadovoljavaju kriterije njihove domaće definicije braka.
U srpnju 2010. jedan savezni sud je ocijenio neustavnim ključne točke DOMA-e; Ministarstvo pravosuđa je uložilo žalbu 12. listopada 2010. Predsjednik Barack Obama je 9. svibnja 2012. objavio da podupire uvođenje istospolnog braka. On također podupire poptuni opoziv DOMA-e. U veljači 2011. Obama je, uvjeren da je DOMA neustavna, naložio Ministarstvu pravosuđa da prestane braniti navedeni zakon na sudovima. Zatim je Eric Cantor, vođa republikanske većine u Predstavničkom domu objavio da će Dom odsada braniti DOMA-u. Naposljetku je Vrhovni sud SAD u suđenju United States v. Windsor - nakon što su federalni sudovi sudili za korist države - presudio da je DOMA neustavna; odluka je donesena preglasavanjem, gdje je 5 sudaca poduprlo tu odluku, a 4 suca su smatrala da je DOMA ipak ustavna.
Važnu pravnu pobjedu zabilježili su pobornici istospolnog braka u Kaliforniji, pobijajući Prijedlog 8 (eng. Proposition 8), tj. narodni ustavni referendum na kojem je 2008. godine u Kaliforniji bila izglasana zabrana sklapanja istospolnih brakova. Sud je u konačnosti Prijedlog 8 proglasio neustavnim, nakon što su vlasti države Kalifornije tijekom suđenja preko volje i neadekvatno branile rezultate referenduma (tako je Država Kalifornija pred sud su izveli samo dva stručna svjedoka/vještaka, nasuprot 15 stručnih svjedoka koje su pred sud izveli predlagatelji). Inače ijekom suđenja je guverner Kalifornije Arnold Schwarzenegger - koji je i za vrijeme referenduma bio protiv zabrane istoplnih brakova - kao državni dužnosnik koji je nominalno na sudu branio referendum, izjavljivao da bi bio sretan da federalni sud sudi protiv Države Kalifornije. Potom je naredni guverner Edmund "Jerry" Brown odlučio da se Država Kalifornija neće žaliti protiv odluke okružnog federalnog suda, a Vrhovni sud je odbacio žalbu predlagatelja referenduma kao izjavljenu od osoba koje nisu ovlašteni zastupati Državu Kaliforniju.
Tijekom protekla dva desetljeća potpora javnosti uvođenju istospolnih brakova u Sjedinjenim Državama je u stalnom porastu, prema pojedinim anketama. Neke ankete iz 2011. i 2012. predstavljaju kako minimalna većina Amerikanaca ipak podupire istospolne brakove. Anketa tvrtke Pew Research Center provedena u travnju 2012. govori da 47% bijelaca podupire uvođenje istospolnih brakova, u usporedbi s 39% afroamerikanaca.
Vrhovni sud SAD-a je dana 26. lipnja 2015. u slučaju Obergefell v. Hodges, uz 5 glasa za i 4 glasa protiv, presudio da savezne države ne mogu zabraniti izdavanje bračne licence istospolnim parovima. Time su sve zabrane istospolnih brakova u bilo kojoj saveznoj državi SAD-a ili teritoriju postale nevaljane, a istospolni brak je postao legalan na federalnoj razini. Prije ove presude, istospolni brakovi su bili dopušteni u 37 saveznih država, distriktu Columbia, Guamu i nekim domorodačkim plemenima.

#### Španjolska
U Španjolskoj su istospolni brakovi legalni od 3. srpnja 2005. Novoizabrana socijalistička vlada te države, na čelu s predsjednikom Joséom Zapaterom, počela je 2004. kampanju za njihovo uvođenje, uključujući i pridavanje prava na usvajanje djece istospolnim parovima. Nakon opsežne javne rasprave, zakon kojim se dopušta sklapanje istospolnog braka usvojen je u parlamentarnom postupku 30. lipnja 2005., a objavljen 2. srpnja 2005. Istospolni brakovi u Španjolskoj su postali mogući u nedjelju, 3. srpnja 2005., čime je Španjolska postala treća država u svijetu, nakon Nizozemske i Belgije, koja je uvela istospolne brakove.

#### Švedska
██ legalno i zajedničko usvajanje od strane oba roditelja i usvajanje od strane maćehe/očuha
██ legalno usvajanje od strane maćehe/očuha
██ nepoznato/nejasno
U Švedskoj su istospolni brakovi legalni od 1. svibnja 2009., nakon što je švedski parlament 1. travnja 2009. usvojio spolno neutralan bračni zakon. Time je Švedska postala sedma država na svijetu koja je na čitavom svom ozemlju omogućila sklapanje braka istospolnim parovima. Registrirana partnerstva istospolnih parova zamijenjena su brakom. Postojeća registrirana partnerstva među istospolnim parovima ostala su na snazi s mogućnošću njihove preinake u brakove.

### Međunarodne organizacije
Pri zapošljavanju osoblja (nekomercijalne) međunarodne organizacije u većini slučajeva se ne ravnaju prema zakonima države u kojoj su smješteni njihovi uredi. Sporazumi sa zemljom domaćinom jamstvo su nepristranosti ovih organizacija.
Unatoč svojoj relativnoj neovisnosti, rijetke se organizacije koje bezuvjetno priznaju istospolna partnerstva. UN-ove agencije priznaju istospolni brak ako ga priznaje matična zemlja zaposlenika koji ga je sklopio. U nekim slučajevima te organizacije ipak nude ograničene privilegije koje se obično pružaju heteroseksualnim supružnicima također i de facto partnerima ili osobama koje su u domaćem partnerstvu (neregistriranoj kohabitaciji) koje su kod njih zaposlene; no čak ni pojedincima koji su stupili u građansku zajednicu s osobom suprotnog spola u svojoj domovini nije zajamčeno puno priznanje navedene zajednice u svim organizacijama. Svjetska banka, međutim, priznaje domaća partnerstva.
Danas u Europi 23 zemlje odbijaju redefiniranje braka ili njihovo pravo ne poznaje niti jedan oblik priznavanja istospolnih zajednica. To su Albanija, Aremija, Azerbejdžan, Bosna i Hercegovina, Bugarska, Cipar, Gruzija, Grčka, Hrvatska, Mađarska, Italija, Latvija, Litva, Moldavija, Monako, Crna Gora, Poljska, Rumunjska, Rusija, Srbija, Slovačka, Turska, Ukrajina.

## Presude Europskog suda za ljudska prava
Europski sud za ljudska prava u Strasbourgu presudio je u slučaju Schalk i Kopf protiv Austrije da Europska konvencija o ljudskim pravima ne obavezuje države članice da legaliziraju istospolni brak. Sud je u slučaju Gas i Dubois protiv Francuske zaključio da nema diskriminacije kada država različito tretira bračne parove i parove koji su ušli u građansko partnerstvo. Sud je odbacio tvrdnju da postoji diskriminacija na temelju seksualne orijentacije jer se ista ograničenja odnose kako na parove istog, tako i na parove različitog spola u građanskom partnerstvu.
U veljači 2013. je Europski sud za ljudska prava u Strasbourgu prihvatio žalbu austrijske državljanke kojoj je oduzeto pravo usvajanja djeteta svoje homoseksualne partnerice s kojom je živjela kao što je to dozvoljeno heteroseksualnim parovima. Europski je sud presudio u njenu korist s obrazloženjem da oduzimanje prava usvajanja djeteta predstavlja diskriminaciju prema spolnoj orijentaciji i kršenje obiteljskih prava. U siječnju 2008. isti je sud prihvatio žalbu francuske homoseksualne državljanke kojoj je francuski sud zabranio mogućnost usvajanja djeteta kao što je dozvoljeno heteroseksualnim osobama. Donijeta je presuda u njenu korist s obrazloženjem da je Francuska republika prekršila članak 44. (prohibicija i diskriminacija) i članak 8. (pravo na poštovanje osobnog i obiteljskog života) Europske konvencije o ljudskim pravima.

## Argumenti za i protiv istospolnog braka
Pojam "gej brak" neki kritičari smatraju oksimoronom u kojem su spojeni antonimi brak i istospolnost. Stoga kritičari pojam često atribuiraju riječju takozvani i/ili pišu s navodnicima ('istospolni brak') koji sugeriraju isto.
Mnogi se ljudi suprotstavljaju uvođenju homoseksualnog braka i za to imaju različite razloge. Argumenti protiv uvođenja istospolnog braka iznose najčešće konzervativci i vjerske zajednice. Katolici smatraju da se institucionalno uzdizanje homoseksualnih odnosa uvođenjem istospolnog braka protivi naravnom pravu i Objavi i da, u stvari, predstavlja diskriminiranje prirodnog braka između muškarca i žene. Neki od argumenata su: 

### Argumenti iz tradicije
Zbog nedostatka autentičnih primjera iz povijesti o bilo kojem društvu u kojem bi istospolni brak ikada imao isti socijalni status i priznanje kao heteroseksualni brak, zbog nejasnoće može li se za takvu definiciju institucije braka pronaći povijesni presedan, konzervativci po pitanju očuvanja braka smatraju kako treba biti krajnje oprezan s prijedlozima drastičnih promjena tradicionalnih društvenih institucija, jer prema njihovom mišljenju te institucije inkorporiraju destilirano ljudsko iskustvo akumulirano kroz stoljeća.
Zbog organske naravi i ogromne kompleksnosti postojećih institucija vrlo je teško predvidjeti sve posljedice do kojih bi dovelo njihovo uklanjanje ili preoblikovanje, a iz svega toga konzervativci izvlače zaključak da će nagli i revolucionarni zahvati puno vjerojatnije dovesti do pogoršanja nego do poboljšanja. Primjerice u biološkoj evoluciji, ogromna većina mutacija je štetna, pri čemu napredak osigurava prirodna selekcija koja odstranjuje štetne anomalije. Konzervativci smatraju da je slično s brakom koji se tijekom stoljeća definirao kao zajednica jednog muškarca i jedne žene kao najpovoljnijeg okružja za podizanje djece, uz odstranjivanje poligamije i istospolnosti iz svog habitusa kao štetnih pojava za ciljeve prema kojima je tradicija usmjerila brak; ciljevima za koje ga je društvo namijenilo.
To što je brak kroz ljudsku povijest u pravilu bio sklapan između osoba suprotnog spola, protivnici istospolnom braku uzimaju kao argument da nije pametno tu značajnu socijalnu instituciju na brzinu mijenjati iz temelja i bez znanja o mogućim vrlo dalekosežnim i potencijalno štetnim posljedicama.
Argument iz tradicije, primijenjen na pitanje uvođenja homoseksualnog braka, svodi se na tvrdnju da je heteroseksualni brak bio praktično sveopća norma kroz cijelu ljudsku prošlost te da nije mudro prenagljeno ulaziti u "društveni inženjering" s takvom dugotrajnom institucijom čiju narav, ulogu i važnost za zdravo funkcioniranje društva možda još uvijek dovoljno ne razumijemo.
Slični su se argumenti tijekom šezdesetih godina dvadesetog stoljeća koristili i protiv definiranja braka kako bi njime obuhvatile veze između pripadnika različitih rasa, prvenstveno crnaca i bijelaca.

### Argumenti iz državnog interesa
Budući da rađanje djece omogućuje reprodukciju društva, legitiman je interes države da specijalnim mjerama podrži instituciju koja doprinosi upravo tom cilju, što su države kroz povijest i činile čime je došlo do ustanovljenja privilegija koje donosi brak, koje nisu proizvod slavljenja privlačnosti, već zaštite državnih, društvenih interesa. Suprotstavljena strana ističe argument da država ne radi razliku između brakova u kojima su rođena djeca i onih u kojima nisu, niti za realizaciju bračne zajednice pred buduće supružnike postavlja ikakve fiziološke uvjete za sklapanje braka - vjenčati se mogu neplodni ili stari parovi, na jednak način kao i parovi koji mogu imati djecu.

### Argumenti iz brige za dobrobit djece
Znanstvena istraživanja pokazuju da su djeca odrasla uz istospolne roditelje jednako zdrava kao i djeca odgojena u drugim zajednicama. Većina istraživanja pokazalo je da seksualna orijentacija roditelja i/ili odgajatelja nema nikakav utjecaj na dobrobit djeteta.
Kritičari smatraju da se djeci istospolnih roditelja "oduzima pravo na majku i oca". Također smatraju i da je brak kao trajna zajednica žene i muškarca koji se vole idealno mjesto za rađanje i odgoj djece te da ona trebaju i majku i oca i sigurno utočište koje pruža obitelj.
Tom se argumentu suprotstavlja argument da djeca često odrastaju u obiteljima bez jednog od roditelja (bilo radi rastave roditelja, bilo radi smrti jednog od njih), pa država zakonodavstvom ne intervenira u prava takve obitelji, niti zakonodavno propituje dobrobit djece u tim obiteljima. Ovaj kontraargument protivnici istospolnih brakova osporavaju tvrdnjom kako se kod samohranih roditelja "ipak radi o roditelju", majci ili ocu. No Republika Hrvatska zakonski omogućava usvajanje djeteta samcima, čime dijete odrasta samo s jednim roditeljem, koji mu u isto vrijeme nije i biološki roditelj. Također, postoje obitelji u kojima jedan od članova istospolne veze ima dijete iz prijašnje veze (postoje procjene da trenutno u Hrvatskoj egzistira tridesetak takvih obitelji). Republika Hrvatska do sada niti jednim zakonodavnim aktom nije utvrdila ugroženost dobrobiti djece u takvim obiteljima.
Još jedan argument koji koriste protivnici istospolnom braku je i da su djeca istospolnih parova često izložena verbalnim i fizičkim napadima od strane druge djece. Zagovornici istospolnog braka ističu da to nije krivnja samog istospolnog braka ili roditelja/skrbnika, nego posljedica netolerancije i/ili nedostatka odgoja.

### Argumenti iz "prijetnje heteroseksualnom braku"
New York Times je objavio proglas pod naslovom “Daljnji koraci nakon istospolnog braka: nova strategijska vizija za sve naše obitelji i veze”, koji je potpisalo više od tri stotine LGBT-aktivista, umjetnika, novinara, odvjetnika i profesora s najuglednijih američkih sveučilišta. U tom se proglasu izričito kaže da je zalaganje za homoseksualni brak samo dio šireg nastojanja da se uvedu i legitimiraju i druge, još raznolikije vrste obitelji. Tvrdi se da se razni oblici mogućeg organiziranja obitelji nikako ne daju uklopiti u samo jedan postojeći kalup i kako načini formiranja obitelji ne poznaju nikakve granice. Stoga se zahtijeva da se dopusti "cvjetanje tisuću cvjetova" te da država prizna alternativne oblike obitelji, od onih s više od dva seksualna partnera pa sve do stvarno inovativnog obiteljskog aranžmana u kojem “homoseksualni par odluči stvoriti i podizati dijete zajedno s nekom drugom homoseksualnom osobom ili parom, u dva odvojena domaćinstva”.
Ustavni je sud svojim priopćenjem jasno razdvojio pojam braka od pojma obitelji, te naglasio kako se Ustavom zajamčena obiteljska prava postižu i na druge načine:
Suprotno uvriježenom mišljenju kritičara istospolnog braka, broj sklopljenih heteroseksualnih brakova nije pao u zemljama koje su otvorile instituciju braka istospolnim osobama. U razvijenim zemljama broj sklopljenih heteroseksualnih brakova pada još od 1960-ih, a osnovni su razlozi suvremen način života, izbor mnogih ljudi na samački život, te mogućnost razvoda.
Prema uobičajenom shvaćanju institucije braka u suvremenim zapadnim društvima, brak je ozakonjena intimna zajednica dvoje ljudi suprotnog spola, koji nisu u previše bliskoj rodbinskoj vezi i koji su se odlučili javno zavjetovati na zajednički život.[nedostaje izvor]
Tu definiciju može se raščlaniti na četiri važna elementa:
1. dvoje ljudi
2. suprotnog spola
3. koji nisu u bliskoj rodbinskoj vezi
4. odlučili se javno dati zavjet na zajednički život

Ljubav je povezana s posljednje navedenim elementom. Kritičari smatraju da ako se za definiciju braka jedino važnom proglasi ljubav, koja je apstraktan i relativiziran pojam, a zanemare ostali elementi, "logična" će postati i legalizacija poligamije, incesta, pedofilije, pa čak i braka sa životinjama.

## Vanjske poveznice

### Sestrinski projekti
|  | Zajednički poslužitelj ima stranicu o temi Istospolni brak    |
|  | Zajednički poslužitelj ima još gradiva o temi Istospolni brak |
|  | Wikicitati imaju zbirke citata o temi Istospolni brak         |

### Mrežna mjesta
- Narodne novine.hr – Zakon o istospolnim zajednicama
- Zakon.hr – Zakon o životnom partnerstvu osoba istog spola